# Help Me Eros
Help Me Eros (Bang bang wo ai shen) è un film del 2007 diretto da Lee Kang-sheng.

## Trama
Ah Jie si è lasciato da poco con la fidanzata e ha perso tutti i soldi che aveva investito in borsa a causa di una grave crisi economica. Rimasto a vivere in un lussuoso appartamento che adesso non può più permettersi, dedica le sue giornate alla noia e alla coltivazione di piante di marijuana fino a quando, per vincere la solitudine e la disperazione, chiama il numero di una linea telefonica per aspiranti suicidi e gli risponde Chyi, una ragazza che nel rispetto delle regole non può incontrare dal vivo e di cui presto si invaghisce, cominciando a fantasticare le situazioni erotiche più estreme. Non potendo mettere in atto ciò che immagina con la sua interlocutrice virtuale, Ah Jie riversa le sue attenzioni alla vicina Shin. Nella scena finale Ah Jie, dopo essersi suicidato e trasformato in bliglietti della lotteria, fluttua nell’aria.